# Blåsjön
Blåsjön est un lac de montagne situé dans la partie nord de Jämtland.
Avec une profondeur maximale enregistrée de 144 m, il s'agit du quatrième lac le plus profond de la Suède.